# 28 juillet 1989
Le vendredi 28 juillet 1989 est le 209e jour de l'année 1989.

## Naissances
- Adrien Broner, boxeur américain
- Albin Ekdal, footballeur suédois
- Ami Ōtaki, joueuse de football japonaise
- Amy Yang, golfeuse sud-coréenne
- Andrea Keszler, patineuse de vitesse sur piste courte hongroise
- Andrea Lovotti, joueur de rugby italien
- Angelo Caloiaro, joueur américano-italien de basket-ball
- Felipe Kitadai, judoka brésilien
- Katharina Dürr, skieuse alpine allemande
- Møme, compositeur français de musique électronique
- Martin Schumnig, joueur de hockey sur glace autrichien
- Monika Brzostek, joueuse de beach-volley polonaise
- Nina van Koppen, actrice néerlandaise
- Su Wei, joueur de basket-ball chinois
- Susannah Townsend, joueuse de hockey sur gazon britannique
- Yuzo Iwakami, joueur de football japonais

## Décès
- Jeff Richards (né le 1er novembre 1924), acteur américain
- José del Barrio Navarro (né en 1909), personnalité politique espagnole
- Marie-Blanche Vergne (née le 22 septembre 1934), actrice française
- Patalino (né le 29 juin 1922), joueur de football portugais

## Événements
- France : le Conseil constitutionnel annule l'article 10, relatif aux conditions du recours, de la nouvelle loi Joxe sur l'immigration.
- Iran : élection de Hachemi Rafsandjani à la présidence de la république iranienne, et référendum constitutionnel lui donnat les pleins pouvoirs.
- Liban : durant la nuit du 27 au 28, un commando israélien enlève au sud de Tyr, le cheikh Abdel Karim Obeid, considéré comme le chef spirituel, et militaire du Hezbollah pro-iranien. Ce chef musulman connaît la plupart des secrets des opérations de prises d'otages occidentaux depuis 1982 et ses groupes détiennent encore quinze otages. En représailles, le Hezbollah menace de pendre le colonel américain, William Higgins, détenu depuis février 1988.
- Union soviétique : les députés réformateurs du Soviet suprême, dirigés par Boris Eltsine et Andreï Sakharov forment un groupe parlementaire.
- Début du championnat d'Allemagne de football 1989-1990
- Création du parc naturel de Despeñaperros
- Découverte de 2 satellites naturels de Neptune Despina et Galatée
- Sortie du roman Prince de sang
- Création de la réserve naturelle nationale de la Forêt d'Offendorf
- Sortie du film américain Turner et Hooch